# 貞子DX
『貞子DX』（さだこディーエックス）は、2022年10月28日公開の日本のホラー映画。『リング』シリーズ。主演は小芝風花。

## あらすじ
全国各地で「呪いのビデオ」を観た人が突然死する事件が発生する中、IQ200を誇りテレビ出演もしている大学院生・一条文華は、「呪いがSNSで拡散すれば人類が滅亡してしまう」と主張する人気霊媒師のKenshinから、呪いのビデオの解明を挑まれる。
当初は「呪いはありえない」と断言していた文華だったが、興味本意で呪いのビデオを観てしまった妹・一条双葉から、「お姉ちゃん助けて。」という一通の電話がかかってきたことから、状況が一変してしまう。
文華は妹を助けるべく、自称占い師・前田王司、謎の協力者・感電ロイドと共に、呪いの謎を解明すべく奔走する。

## キャスト
一条文華
演 - 小芝風花
IQ200の大学院生。見た者が死に至るという「呪いのビデオ」を解読しようと試みる。
前田王司
演 - 川村壱馬（THE RAMPAGE）
自称占い師。
感電ロイド
演 - 黒羽麻璃央
一条智恵子
演 - 西田尚美
文華の母親。
一条双葉
演 - 八木優希
文華の妹。
Kenshin
演 - 池内博之
人気霊媒師。
天道琉真
演 - 渡辺裕之
Kenshinの父。

## スタッフ
- 監督：木村ひさし[19]
- 脚本：高橋悠也[19]
- 世界観監修：鈴木光司
- 音楽：遠藤浩二
- 主題歌: 三代目 J SOUL BROTHERS「REPLAY」（rhythm zone）[20]
- スタジオ：角川大映スタジオ
- 配給・制作：KADOKAWA
- 製作：2022『貞子DX』製作委員会

## 封切り
日本では全国351スクリーンで公開され、興行通信社調べによる興収ランキング（週末）で初週5位を記録した。

## 海外映画祭
- 第40回ブリュッセル国際ファンタスティック映画祭 CRITICS SELECTION[23]
- Fantasia International Film Festival 2022（ファンタジア国際映画祭）SELECTION 2022  / ワールドプレミア上映[24]
- 第36回リーズ国際映画祭 Fanomenon部門[25]